# Elsa Margot Hinzelmann
Elsa Margot Hinzelmann (Pseudonym: Margrit Hauser; * 16. Februar 1895 in Leipzig; † 16. September 1969 in Aarau) war eine Schriftstellerin, die vor allem Jugendbücher verfasste. Sie lebte überwiegend in der Schweiz.

## Leben
Elsa Margot Hinzelmann studierte an der Hochschule für Frauen in Leipzig und war dort naturwissenschaftliche Assistentin am Laboratorium der Universitätsklinik. Viele ihrer ab 1936 im Zürcher Orell Füssli Verlag erschienenen Jugendbücher, die für die Mädchengeneration ihrer Zeit den richtigen Ton fanden, wurden in mehrere europäische Sprachen übersetzt.

## Werke (Auswahl)
Jugendbücher
- Ma-Re-Li, 1930
- Ursula Amreins böse Stunde, 1940
- Mariannes Londoner Jahr, 1949
- Gladys kommt in die Schweiz, 1953
- Vertrauen in Erika, 1954
- Gabys Welschlandjahr, 1956
- Conny reist nach Israel, 1965

Romane
- Die Schwestern Burglin, 1941
- Vom sichern und unsichern Leben, 1943
- Cordelia McPherson, 1944
- Der Glücksritter, 1945
- Vom sicheren und unsicheren Leben, 3. Aufl. 1945
- Gaston B. und Christine, 1952
- Die Trauung, 1959
- Frauenbetplatz Nr. 9, 1968 (auch dänisch)